# 兴安梅花草
兴安梅花草（学名：Parnassia xinganensis）为卫矛科梅花草属下的一个种。

## 扩展阅读
- 維基物種上的相關：兴安梅花草